# 1878年の土木7大プロジェクト
1878年の土木7大プロジェクト（せんはっぴゃくななじゅうはちねんのどぼくななだいプロジェクト）は、1878年（明治11年）に立案された、水運を中心とした東日本の交通インフラストラクチャー整備計画。単に7大プロジェクト、東日本7大プロジェクトなどとも呼ばれる。

## 背景・概要
立案当時の1870年代には、士族の経済的な救済と殖産興業の推進が政府にとって重大な課題となっていた。これらを解決するため、1878年（明治11年）3月6日に内務卿・大久保利通は太政大臣・三条実美に「一般殖産および華士族授産の儀」という伺書を提出した。この中で提言した7大プロジェクトの具体的な内容は、
1. 宮城県の松島湾周辺に新たに港湾を築く（野蒜築港）。さらに、岩手県の交通の動脈である北上川との間に北上運河を開削する。工費：35万円。
2. 新潟港を改修し、大型船に対応させる。工費：31万円。
3. 清水峠に道路を新設し、新潟県と群馬県の間を陸路で結ぶ。工費は不明。
4. 大谷川の運河と北浦と涸沼間を開削し、那珂港と水運で結ぶ。工費：20万円。
5. 阿武隈川を改修し、合わせて貞山運河を整備して福島県と仙台を船運でつなぐ。工費は不明。
6. 阿賀野川を改修し、福島県から日本海へのアクセスを向上させる。工費は不明。
7. 印旛沼と検見川を運河で結び、東京までの運路を設ける（印旛放水路）。工費：20万円。

というものであった（工費は当初の予定）。総予算は150万円だったという。また対象の選定に際しては、1876年（明治9年）の明治天皇による東北御幸の際の各県知事からの請願が参考にされている。
3.の清水越を除き、ほとんどが水運の整備事業となっている。これは、当時は国内の鉄道整備がまだ緒に就いたばかりであり、江戸時代以来の廻船などが運輸の中心であった事が理由とみられている。特に東日本では、この計画から5年後の1883年にようやく上野駅と熊谷駅の間で路線が開業した段階であった。

## 結果
大久保はファン・ドールンらの技師に調査と具体的な計画の立案を命じた。大久保自身は伺書の提出から2ヶ月後に暗殺されたが、多くはその後も計画が進められた。野蒜築港や清水峠の整備は完成から数年内に起きた天災による破壊で復旧が困難となり建造物が放棄されるなどして完全な失敗に終わったが、阿武隈川と貞山運河の整備は地域の水運を活性化させ、安積疏水を含む阿賀野川整備は電力や農地を新たに産み出した。一方、大谷川や印旛沼の運河は計画が中止ないし延期されたという。
特に東北地方の水運については個々の整備の間に連携効果が計画されるなど、この計画は近代日本にとって最も初期の総合的な国土開発計画となった。